# Ostatnia stacja
Ostatnia stacja (ang. The Last Station, 2009) – brytyjsko-niemiecko-rosyjski melodramat biograficzny w reżyserii i według scenariusza Michaela Hoffmana. Film przedstawia ostatnie miesiące życia rosyjskiego pisarza Lwa Tołstoja; scenariusz filmu oparto na książce biograficznej The Last Station (1990), pióra Jaya Pariniego.
Światowa premiera filmu miała miejsce dnia 4 września 2009 roku, podczas Telluride Film Festival. W Polsce film był rozpowszechniany wyłącznie na DVD.

## Fabuła
Zofia Tołstoj (Helen Mirren) przez prawie pół wieku, stoi u boku swojego męża, rosyjskiego pisarza Lwa Tołstoja (Christopher Plummer), będąc jednocześnie żoną, matką (trzynaściorga dzieci), kochanką, przyjaciółką i sekretarką (sześć razy przepisała odręcznie Wojnę i pokój). Kiedy dowiaduje się, że zgodnie ze swoim nowym credo Tołstoj, zamierza przekazać swój majątek oraz prawa do swoich dzieł narodowi rosyjskiemu, zdesperowana Zofia nie cofnie się przed żadnym podstępem, aby zawrócić męża z drogi prowadzącej do ubóstwa. W posiadłości Jasna Polana wśród przyjaciół i krewnych zawiązują się sojusze, intrygi i romanse.

## Obsada
- Christopher Plummer jako Lew Tołstoj
- Helen Mirren jako Sonia Tołstojowa, żona Lwa
- Paul Giamatti jako Władimir Czertkow
- James McAvoy jako Walentin Bułhakow, sekretatrz Tołstoja
- Kerry Condon jako Masza
- Anne-Marie Duff jako Aleksandra Tołstojowa, córka Tołstojów
- Patrick Kennedy jako Sergeyenko
- John Sessions jako doktor Dušan Makovický, osobisty lekarz Tołstoja

## Nagrody i nominacje
82. ceremonia wręczenia Oscarów
- nominacja: najlepsza aktorka pierwszoplanowa – Helen Mirren
- nominacja: najlepszy aktor drugoplanowy – Christopher Plummer

67. ceremonia wręczenia Złotych Globów
- nominacja: najlepsza aktorka w filmie dramatycznym – Helen Mirren
- nominacja: najlepszy aktor drugoplanowy – Christopher Plummer

24. ceremonia wręczenia Independent Spirit Awards
- nominacja: najlepszy film niezależny – Chris Curling, Jens Meurer i Bonnie Arnold
- nominacja: najlepsza reżyseria – Michael Hoffman
- nominacja: najlepszy scenariusz – Michael Hoffman
- nominacja: najlepsza główna rola kobieca – Helen Mirren
- nominacja: najlepsza drugoplanowa rola męska – Christopher Plummer

14. ceremonia wręczenia Satelitów
- nominacja: najlepszy aktor drugoplanowy – James McAvoy

16. ceremonia wręczenia nagród Gildii Aktorów Ekranowych
- nominacja: wybitny występ aktorki w roli pierwszoplanowej – Helen Mirren
- nominacja: wybitny występ aktora w roli drugoplanowej – Christopher Plummer